# 北條氏忠
北條氏忠（生年不詳—1593年5月8日），日本戰國時代後北條氏武將，乃是三代當主北條氏康的六男。相模新城、下野國唐澤山城主。妻子是佐野宗綱的女兒乘讚院。

## 生平
天正10年本能寺之變後、北条與德川爭奪甲斐、信濃之際，與同族的北条氏勝出兵御坂峠、但與家康的家臣鳥居元忠、三宅康貞、水野勝成交戰失利（天正壬午之亂）。
天正13年（1585年）因為下野豪族佐野氏當主佐野宗綱戰死，在北条家的壓力下，北条氏忠迎娶了宗綱的女兒用婿養子的身份繼承佐野氏，但也導致宗綱之弟佐野房綱出奔。在天正18年（1590年）的小田原之戰中參與足柄城、小田原城的籠城戰，在後北条氏戰敗滅亡後，跟隨當主北條氏直前往高野山，號大關齋，佐野家在豐臣秀吉的命令下改由宗綱之弟佐野房綱養嗣子佐野信吉擔任家督。北條氏直死後，北條氏忠又轉往伊豆國的河津隠居，直到文禄2年（1593年）才死去，法名大関院殿太嶺宗大居士。